# San Antonio (Nueva Ecija)
San Antonio (Bayan ng San Antonio) är en kommun i Filippinerna. Kommunen ligger på ön Luzon, och tillhör provinsen Nueva Ecija. Folkmängden uppgår till 63 672 invånare.

## Barangayer
San Antonio är indelat i 16 barangayer.
| - Maugat - Julo - Lawang Kupang - Luyos - Maugat - Panabingan - Papaya | - Poblacion - San Francisco - San Jose - San Mariano - Santa Cruz - Santo Cristo - Santa Barbara - Tikiw |